# Saxetania edentulum
Saxetania edentulum is een rechtvleugelig insect uit de familie Pamphagidae. De wetenschappelijke naam van deze soort is voor het eerst geldig gepubliceerd in 1923 door Uvarov.